# Paule Delys
Ne doit pas être confondu avec Gaby Deslys.
Paule Delys est une artiste de music-hall qui s'est produite à l'Olympia, la Cigale, aux Folies-Bergère, à l'Alcazar d'été.

## Biographie
Elle fait partie de la troupe du théâtre des Variétés durant la saison 1902-1903.

## Représentations

Marigny Revue 1907

- 1894 : Parisiana-Concert à  Parisiana[2]
- 1896 : Concerts aux Ambassadeurs[3].
- 1896 : La Revue Blanche de Lucien Delorme et Armand Numés, musique d'Edouard Deransart, aux Ambassadeurs[4].
- 1897 : Paris-Automaboul, revue de Paul Gavault et Victor de Cottens, sur une musique d’Édouard Deransart, 31 juillet, aux Ambassadeurs[5],[6].
- 1898 : A l'Alcazar d'été[7].
- 1899 : La D'moiselle de chez Maxim, parodie de Gardel-Hervé, création le 2 mars à Parisianna, Madame l'Amirale[8],[9],
- 1900 : Un Siècle de grâce, revue de P.-L. Flers aux Folies-Marigny[10].
- 1901 : La Revue des Variétés, revue de Paul Gavault et Adrien Vély, théâtre des Variétés[11],[12].
- 1903 : Andromaque de Racine, théâtre Sarah-Bernhardt[13].
- 1903 : Le Trône d'Ecosse, opérette d'Hervé, à Monte-Carlo[14].
- 1903 : Les Sept Péchés capitaux, ballet de Maurice de Marsan et René Louis, musique de Henri Hirschmann, aux Folies-Bergère[15]
- 1905 : La Revue des Folies-Bergère, revue de Victor de Cottens[16],[17],[18],[19].
- 1907 : Marigny Revue, revue de Jules Oudot, Briollet et Léo Lelièvre[20].
- 1908 : La Revue des Folies-Bergère, revue de P.L. Flers[21],[22].
- 1908 : Nue...Cocotte !, revue de P.L. Flers et Eugène Héros, à La Cigale[23],[24].